# 臼井静
臼井 静（うすい しずか、1976年12月19日 - ）は、日本の女性タレントである。神奈川県座間市出身。特技はダンス、ピアノ、珠算。趣味はパチンコ、パチスロ、ネイルアート、散歩、読書。
芸能事務所は初めビスケットエンターティメント、その後ワタナベエンターテインメントに所属。

## テレビ
- 女子アナ一直線!（2007年、テレビ東京）
- ショコラ（2003年、TBS ドラマ30）
- 給与明細（テレビ東京）
- 月曜ミステリー劇場 弁護士猪狩文助2「罪を逃れて笑う奴」（2002年2月11日、TBS）
- ワンダフル（TBS）
- ラブチャット
- 砂の上の恋人たち（1999年、フジテレビ）
- ブランド（2000年、フジテレビ）
- 編集王（2000年、フジテレビ）

### CM
サントリー「ミルパワー」

### 映画
- ココニイルコト
- クロエ
- 秘密

## 舞台
- ポスト君ブルース
- GO!BANG!BANK!
- 雷電披露宴
- OUT OF ORDER